# Miloš Ostojić
Miloš Ostojić (* 3. August 1991 in Kosovska Mitrovica, SFR Jugoslawien bzw. Kosovo) ist ein serbischer Fußballspieler, der derzeit beim bosnischen Klub FK Zvijezda 09 unter Vertrag steht.

## Karriere
Ostojić hat für alle Jugendmannschaften des FK Partizan gespielt. 2009 unterschrieb er einen Profivertrag mit dem FK Teleoptik. 2012 unterschrieb Ostojić einen Vertrag mit Partizan und kehrte nach drei Jahren wieder zu Partizan zurück. Im Juni 2016 verließ er Partizan. Am 23. Februar 2017 unterzeichnete er einen Vertrag beim belarussischen Serienmeister BATE Borissow einen Vertrag. Obwohl er im selben Jahr mit BATE die Belarussische Meisterschaft und den Belarussischen Supercup gewann, konnte er sich nicht durchsetzten und nach nur insgesamt drei absolvierten Pflichtspielen verließ er den Verein nach nur einer Saison. Am 22. Januar 2018 kehrte er nach Serbien zurück und unterschrieb einen Vertrag beim FK Napredak Kruševac. Nach zwei Saisons wechselte er zu Čukarički. Nach zwei Saisons bei Čukarički unternahm er einen zweiten Anlauf im Ausland, als er ablösefrei nach Lettland zum FK Liepāja wechselte. Dort wurde er allerdings nicht glücklich, sodass er nach nur einem halben Jahr nach Serbien zurückkehrte. Dort unterschrieb er einen Vertrag bei Spartak Subotica. Nach anderthalb Jahren verließ er Spartak. Am 3. Juli 2023 gab der bosnische Erstligist FK Zvijezda 09 auf seiner Internetseite die Verpflichtung von Ostojić bekannt.

## Titel
- 3× Serbischer Meister: (2011/12, 2012/13, 2014/15)

- 1× Serbischer Pokalsieger (2015/16)

- 1× Belarussischer Meister: (2017)

- 1× Belarussischer Supercup-Sieger: 2017